# María Luisa Bemberg

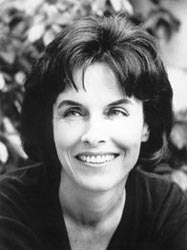
María Luisa Bemberg

María Luisa Bemberg (* 14. April 1922 in Buenos Aires, Argentinien; † 7. Mai 1995 ebenda) war eine argentinische Drehbuchautorin, Film- und Theaterregisseurin. Ihre Filme widmen sich feministischen Themen.

## Leben

### Ehe und erste Filme
Bemberg wurde 1922 in eine der einflussreichsten Familien Argentiniens geboren. In ihrer Kindheit und Jugend war sie von den Schriften ihrer entfernten Verwandten Victoria Ocampo fasziniert. 1945 heiratete sie den Architekten Carlos Miguens. Mit ihrem Ehemann, von dem sie sich 1952 scheiden ließ, hatte sie vier Kinder. Bevor sie sich Filmen zuwandte, war sie als Theaterregisseurin tätig und war Mitbegründerin des Teatro del Globo 1968. In den 1970er-Jahren engagierte sie sich in der Union Feministas Argentinas und begann, Drehbücher für Filmregisseure zu schreiben.
1981, im Alter von 58 Jahren, veröffentlichte sie ihren ersten eigenen Spielfilm. Momentos erzählt von der Liebesgeschichte zwischen der unglücklich verheirateten, kinderlosen Landschaftsarchitektin Lucía und dem 15 Jahre jüngeren Nicholas, der ebenfalls verheiratet ist. Ihr nächstes Projekt, Ich gehöre niemand, finanzierte sie, wie auch schon Momentos, selbst. Das Drama handelt von einer Frau (verkörpert von Luisina Brando), die feststellen muss, dass ihr Ehemann sie seit Jahren mit anderen Frauen betrügt.

### Internationale Karriere
Ihren wohl bekanntesten Film schuf Bemberg 1984 mit Camila – Das Mädchen und der Priester, der für den Oscar in der Kategorie Bester fremdsprachiger Film nominiert und mit zwei Millionen Kinobesuchern in Argentinien auch ein kommerzieller Erfolg wurde. Er handelt von Camila O’Gorman, die 1847 in Argentinien einen Skandal auslöste, als bekannt wurde, dass sie eine Affäre mit dem Priester Ladislao Gutierrez hatte. Für dieses Vergehen wurde Camila O’Gorman hingerichtet.
Die US-amerikanisch-argentinische Koproduktion Die Leidenschaft der Miss Mary wurde 1986 uraufgeführt. Der Film handelt von einer ungefähr 40-jährigen Britin – gespielt von Julie Christie –, die 1938 als Hauslehrerin für argentinische Großgrundbesitzer arbeitet.
Das Historiendrama Ich, die Unwürdigste von allen basiert auf dem Buch Sor Juana Ines de la Cruz oder Die Fallstricke des Glaubens des mexikanischen Schriftstellers Octavio Paz und ist eine Verfilmung des Lebens von Juana Inés de la Cruz, einer Mexikanerin, die im 17. Jahrhundert lebte, zunächst als Hofdame der Vizekönigin, und später ins Kloster ging, um sich dort Literatur und Wissenschaft zu widmen. Der Film erhielt bei den Filmfestspielen von Venedig eine Lobende Erwähnung und war Argentiniens Einsendung für eine Nominierung in der Kategorie Bester fremdsprachiger Film bei der Oscarverleihung 1990.
1993 veröffentlichte sie die romantische Komödie De eso no se habla, die nach einer Kurzgeschichte von Julio Llinás entstand und, wie auch alle ihre anderen Filme, von Lita Stantic produziert wurde. Dies war Bembergs letzte Regiearbeit, da sie 1995 an Krebs starb. Vor ihrem Tod hatte die Regisseurin noch an einem Roman bzw. Drehbuch gearbeitet, das Alejandro Maci unter dem Titel El impostor verfilmte.

## Filmografie

### Regie und Drehbuch
- 1981: Momentos
- 1982: Ich gehöre niemand (Señora de nadie)
- 1984: Camila – Das Mädchen und der Priester (Camila)
- 1986: Die Leidenschaft der Miss Mary (Miss Mary)
- 1990: Ich, die Unwürdigste von allen (Yo, la peor de todas)
- 1993: De eso no se habla

### Nur Drehbuch
- 1971: Crónica de una señora
- 1975: Triángulo de cuatro
- 1997: El impostor (postum)